# NGC 3973
NGC 3973 é uma galáxia espiral (S) localizada na direcção da constelação de Leo. Possui uma declinação de +11° 59' 50" e uma ascensão recta de 11 horas, 55 minutos e 37,0 segundos.
A galáxia NGC 3973 foi descoberta em 15 de Março de 1855 por William Parsons.